# Marie-Christine de Montbrial
 (janvier 2012).
Si vous disposez d'ouvrages ou d'articles de référence ou si vous connaissez des sites web de qualité traitant du thème abordé ici, merci de compléter l'article en donnant les références utiles à sa vérifiabilité et en les liant à la section « Notes et références ».
Pour les articles homonymes, voir Montbrial.
Marie-Christine de Montbrial, née Balling, le 8 octobre 1949, est une auteure, une professeur à l'Institut d'études supérieures des arts et une productrice de cinéma française et la présidente de StarDance Pictures.

## Biographie
Marie-Christine de Montbrial, née Balling, est la fille de Charles Balling, polytechnicien,, et la petite-fille de Jules Aubrun, polytechnicien.
Elle épouse en 1967 Thierry de Montbrial, avec qui elle a deux enfants : l’avocat Thibault de Montbrial et Alexandra de Montbrial Pilleux.
Elle commence sa carrière au PEN Club, avec Pierre Emmanuel, de l’Académie française, et président de l’Association d’écrivains. Elle rencontre Daniel Toscan du Plantier, nouveau directeur général de la Gaumont, à Los Angeles en novembre 1976, lors du Gala de l'Union des artistes qui l’engage de 1978 à 1985, comme attachée de direction puis responsable de l’acquisition de  films, à Paris avec Denis Château. Ils fondent ensuite Gepro Cinema en 1985.
En 1984, Guy Debord révèle la conversation, primordiale selon lui, entre Francis Ryck et Marie-Christine de Montbrial, concernant l'assassinat de Gérard Lebovici et le rôle de Paul Barril responsable de la cellule antiterroriste sous la présidence de François Mitterrand. Le 28 janvier 1986, Debord décide ne plus la voir au prétexte de contacts qu'elle aurait conservés avec Ryck. Elle prévoyait d'aider Debord à commercialiser son jeu de la guerre : Kriegspiel, (Le Jeu de la guerre).
De 1987 à 2004, elle dirige Radio Days, société d‘éditions musicales. En 1990, elle est élue au comité directeur de la chambre syndicale des producteurs et exportateurs de films français, présidée par Alain Poiré, puis de 1992 à 1995, aux commissions d'aide à la création de la Procirep. De 1993 à 1998, elle est membre du comité français pour l’audiovisuel présidé par le sénateur Jean Cluzel, de l’Académie des sciences morales et politiques, du comité de sélection du prix attribué par ce comité avec Henri Pigeat, ancien président de l’AFP puis associée d'Euromax à Londres et membre de Large Format Cinema Association à Los Angeles.

### Distinction
- 2014 :  chevalier de l'ordre national du Mérite[11].

## Filmographie

### Long métrage
- 1984 : Fanny et Alexandre, d’Ingmar Bergman Quatre Oscars à Hollywood, dont meilleur film et meilleur réalisateur. César du meilleur film étranger en France.
- 1984 : Le Moustachu de Dominique Chaussois
- 1985 : Subway de Luc Besson
- 1989 : La Soule de Michel Sibra
- 1991 : Aujourd'hui peut-être... de Jean-Louis Bertuccelli
- 1996 : Hercule et Sherlock de Jeannot Szwarc
- 2002 : Skydance, rendez vous à Paris d'Éric Magnan (à la Géode)

### Télévision
- 1990 : Le Blé en herbe de Serge Meynard.
- 1990 : Duo de Claude Santelli.
- 1990 : Julie de Carneilhan de Christopher Frank.
- 1990 : La Seconde de Christopher Frank.
- 1992 : Le trésor des Templiers, de Daniel Moosmann.
- 1993 : Si le loup y était de Michel Sibra.
- (1995-2000) : L'Avocate série de Jean-Claude Sussfeld.
- 1996 : L’Extraordinaire Aventure de l’électricité documentaire de Michel Sibra, avec le professeur Louis Leprince-Ringuet, de l’Académie française, pour Arte.
- 1997 : Les lauriers sont coupés de Michel Sibra.
- 1997 : Le Vieux Pirate de Philippe Baraduc (documentaire sur Henry de Monfreid, produit par aGepro Cinema).

### Documentaire
- 1981 : De Mao à Mozart, Isaac Stern en Chine, de Murray Lerner (Oscar du meilleur documentaire)

## Publication
- 2015 : Cadavres exquis dans le 7e art. Selznick, Wasserman, Lebovici, Toscan du Plantier, Jacques-Marie Laffont éditeur[12],[13],[14],[15],[16]  (ISBN 978-2361240844)